# Distretto di Ocros (Ancash)
Il distretto di Ocros è un distretto del Perù nella provincia di Ocros (regione di Ancash) con 1.375 abitanti al censimento 2007 dei quali 840 urbani e 535 rurali.
È stato istituito fin dall'indipendenza del Perù.